# Exuperi de Tolosa
Exuperi de Tolosa, en francès Exupéry o Saint Supèri (Àrreu, Alts Pirineus, mitjan segle IV - Blanhac, Alta Garona, ca. 411) fou un bisbe de Tolosa. És venerat com a sant per diverses confessions cristianes.

## Biografia
Les dades sobre Exuperius són poques: no se sap on ni quan va néixer, tot i que una tradició tardana diu que ho feu a Àrreu (Alts Pirineus). És esmentat sense assenyalar la condició bisbe, quan era a Roma el 394 o 395; a partir de la carta de Jeroni d'Estridó a Fúria, de 394, i de la de Paulí de Nola a Amand de Bordeus, sembla que Exuperi havia estat prevere a Roma i després a Bordeus, abans d'ésser nomenat bisbe. Va ocupar seu episcopal de Tolosa de Llenguadoc en succeir Selvi de Tolosa vers el 400. Va acabar la basílica de Sant Serni de Tolosa que Selvi havia iniciat i a la que va traslladar (amb permís imperial) el cos de Sant Sadurní de Tolosa, l'1 de novembre del 402 o 403 o 406/409 segons les diferents fonts. Convertí el temple romà de Minerva en l'església de la Daurada. Quan els vàndals, alans i sueus van assolar la ciutat, Exuperi va encarregar-se del manteniment de la població, venent els béns de la catedral, fins i tot els vasos sagrats, per a comprar menjar.
Va escriure a Innocenci I, papa, sobre l'aplicació dels cànons i altres qüestions de disciplina eclesiàstica, i el papa li va contestar amb la carta Consultenti tibi, datada el 20 de febrer del 405, on li dona la llista del cànon de la Bíblia tal com el coneixem avui. Sant Jeroni l'esmenta diverses vegades, la darrera en una carta del 411 o inici del 412, i el lloa per la seva caritat; Jeroni li dedicà la seva obra Commentarium in Zachariae.

## Veneració
Fou molt elogiat al seu temps i considerat ja en vida com a sant, condició reconeguda poc després de la seva mort. Molt venerat antigament, va ésser enterrat a Blanhgnac a la capella que porta el seu nom, fins que, entre el 1073 i el 1258, fou traslladat a Tolosa de Llenguadoc pels canonges de Sant Serni; el 13 de juny de 1258, l'abat de Sant Serni, Bernard de Gensac (1243-1263) va col·locar-ne els ossos en una nou reliquiari, reservant-ne alguns com a relíquies.
La seva memòria es commemora el 28 de setembre dia del seu naixement; el 14 de juny se'n commemora el dia del trasllat de les seves restes.